# Mort d'Hanna Lalango
Hanna Lalango, écolière éthiopienne de 16 ans, meurt le 1er novembre 2014, après un enlèvement brutal et un viol collectif commis par cinq hommes. Elle est enlevée et détenue pendant plusieurs jours à Addis-Abeba. Elle fréquentait un lycée privé dans le quartier Ayer Tena.

## Les événements
Le 1er octobre 2014, Hanna quitte l'école vers 16 heures, heure locale, et monte dans un taxi collectif qui avait déjà deux passagers.
Le 11 octobre 2014, Hanna est retrouvée inconsciente dans une zone abandonnée de la banlieue de la ville, près de Qeranyo, et emmenée à l'hôpital. Pendant les jours suivants, sa famille l'emmène dans divers hôpitaux de référence et attend d'être admise. Entre autres blessures, Hanna souffre d'une fistule recto vaginale et meurt dix-neuf jours après sa découverte. Elle identifie trois des cinq suspects depuis son lit d'hôpital.

## Arrestations et procès
Le 19 novembre 2014, la police amène cinq suspects devant le tribunal de première comparution d'Addis-Abeba. Lors d'une audience à laquelle participent des journalistes et des groupes de défense des droits des femmes, l'un des suspects plaide coupable et  les cinq nient les allégations, affirmant au tribunal que leurs aveux initiaux avaient été obtenus sous la contrainte. La police nie avoir torturé les suspects et demande 14 jours pour mener une enquête plus approfondie. En novembre, le procès final a lieu devant la troisième chambre criminelle de la Haute Cour fédérale de Lideta. Les premiers suspects, Samson Sileshi et Bezabhi G. Mariam, sont condamnés à la prison à vie sans libération conditionnelle. Les trois autres, Bekalu G. Medihin, Aphrem Ayele et Temesgen Tsegaye sont respectivement condamnés à 17, 20, et 18 ans de prison, également sans libération conditionnelle. 

## Réaction
La violence de l'attaque et l'étendue des blessures d'Hanna Lalango provoquent une vague d'indignation à Addis-Abeba, notamment sur les réseaux sociaux. L'incident et la mort d'Hanna Lalango révèlent la manière dont les attitudes culturelles ont pu faciliter cet acte de violence. Sur Facebook et Twitter (où est créée la page #JusticeForHanna), les protestations sont nombreuses.